# Língua apache
Apache, também conhecido como atapasca (ou atabascano) meridional, é o nome genérico que recebe uma subfamília das línguas atapascas, falada principalmente no Sudoeste da América do Norte (nos estados americanos de Arizona, Novo México, Colorado, Utah, e no estado mexicano de Sonora), além de apresentar falantes isolados também em Oklahoma e no Texas. Estas línguas são faladas por grupos distintos de apaches e navajos.
Os apaches ocidentais chamam o seu idioma de Nnee biyáti’ ou Ndee biyáti’, enquanto os navajos chamam seu idioma de Diné bizaad.
Existem diversas pessoas na história dos Estados Unidos cujo primeiro idioma era o apache. Geronimo (Goyaałé), que falava o chiricahua, foi um famoso líder guerreiro; Manuelito, que falava o navajo, ficou famoso por sua liderança antes e depois da longa caminhada dos navajos.

## Classificação e subdivisão
As sete línguas atabascanas meridionais podem ser divididas em dois grupos, de acordo com a classificação proposta pelo linguista americano Harry Hoijer: (I), "das Planícies", e (II), "do Sudoeste". O apache das planícies é o único membro do primeiro grupo, enquanto o grupo sudoeste pode ser dividido em dois outros subgrupos, (A), "Ocidental", e (B), "Oriental". O subgrupo ocidental consiste do apache ocidental, do navajo, do mescalero e do chiricahua, enquanto o oriental é formado pelo jicarilla e pelo lipano.
I. Apache das planícies (kiowa-apache)
II. Sudoeste
A. Ocidental
1. Chiricahua-Mescalero
a. Chiricahua
i. Chiricahua
ii. Warm Springs
b. Mescalero
2. Navajo
3. Apache ocidental (apache coyotero)
a. Tonto (tonto setentrional e meridional)
b. White Mountain
c. San Carlos
d. Cibecue
B. Oriental
1. Jicarilla
2. Lipano
A classificação de Hoijer teve como base principalmente as diferenças na pronúncia das consoantes iniciais das raízes de substantivos e verbos. Sua classificação anterior, feita em 1938, tinha apenas duas divisões, e o grupo das planícies era agrupado com as outras línguas orientais, como o jicarilla e o lipano.
O mescalero e o chiricahua são considerados idiomas diferentes, ainda que sejam mutuamente inteligíveis; O apache ocidental (especialmente a variedade de Dilzhe) e o navajo são mais próximos entre si do que são do mescalero e do chiricahua. O apache lipano e da planície estão virtualmente extintos, enquanto o chiricahua, o mescalero, jicarilla e o apache ocidental estão correndo sério risco de extinção. O número de crianças que aprendem estes idiomas continua a ser reduzido; o uso do navajo, considerado uma das línguas nativas da América do Norte com maior difusão, diminuiu recentemente de 90% para 30%.

## Fonologia
Todas as línguas apaches têm fonologias semelhantes. A descrição abaixo concentra-se principalmente no apache ocidental; os outros idiomas apresentarão variações maiores ou menores desta descrição (ver navajo, jicarilla, chiricahua).

### Consoantes
As línguas atabascanas meridionais geralmente apresentam um inventório consonantal semelhante ao conjunto de 33 consoantes abaixos:
|                  |                       | Labial | Alveolar | Alveolar | Lateral | Palatal | Velar    | Glotal |
| (série africada) |                       | Labial | Alveolar |          |         |         | Velar    | Glotal |
| Oclusiva         | não-aspirada          | p      | t        | ts       | tɬ      | tʃ      | k (kʷ)   |        |
| Oclusiva         | aspirada              |        | tʰ       | tsʰ      | tɬʰ     | tʃʰ     | kʰ (kʷʰ) |        |
| Oclusiva         | glotalizada           |        | tʼ       | tsʼ      | tɬʼ     | tʃʼ     | kʼ       | ʔ      |
| Oclusiva         | pré-anasalada/ sonora | (ⁿb)   | (ⁿd/d/n) |          |         |         |          |        |
| Nasal            | simple                | m      | n        |          |         |         |          |        |
| Nasal            | glotalizada           | (ˀm)   | (ˀn)     |          |         |         |          |        |
| Fricativa        | surda                 |        |          | s        | ɬ       | ʃ       | x        | h      |
| Fricativa        | sonora                | (v)    |          | z        | l       | ʒ       | ɣ (ɣʷ)   |        |
| Aproximante      | Aproximante           |        |          |          |         | j       | (w)      |        |

- Apenas o navajo e o apache ocidental têm nasais glotalizadas.